# Samanta Tīna

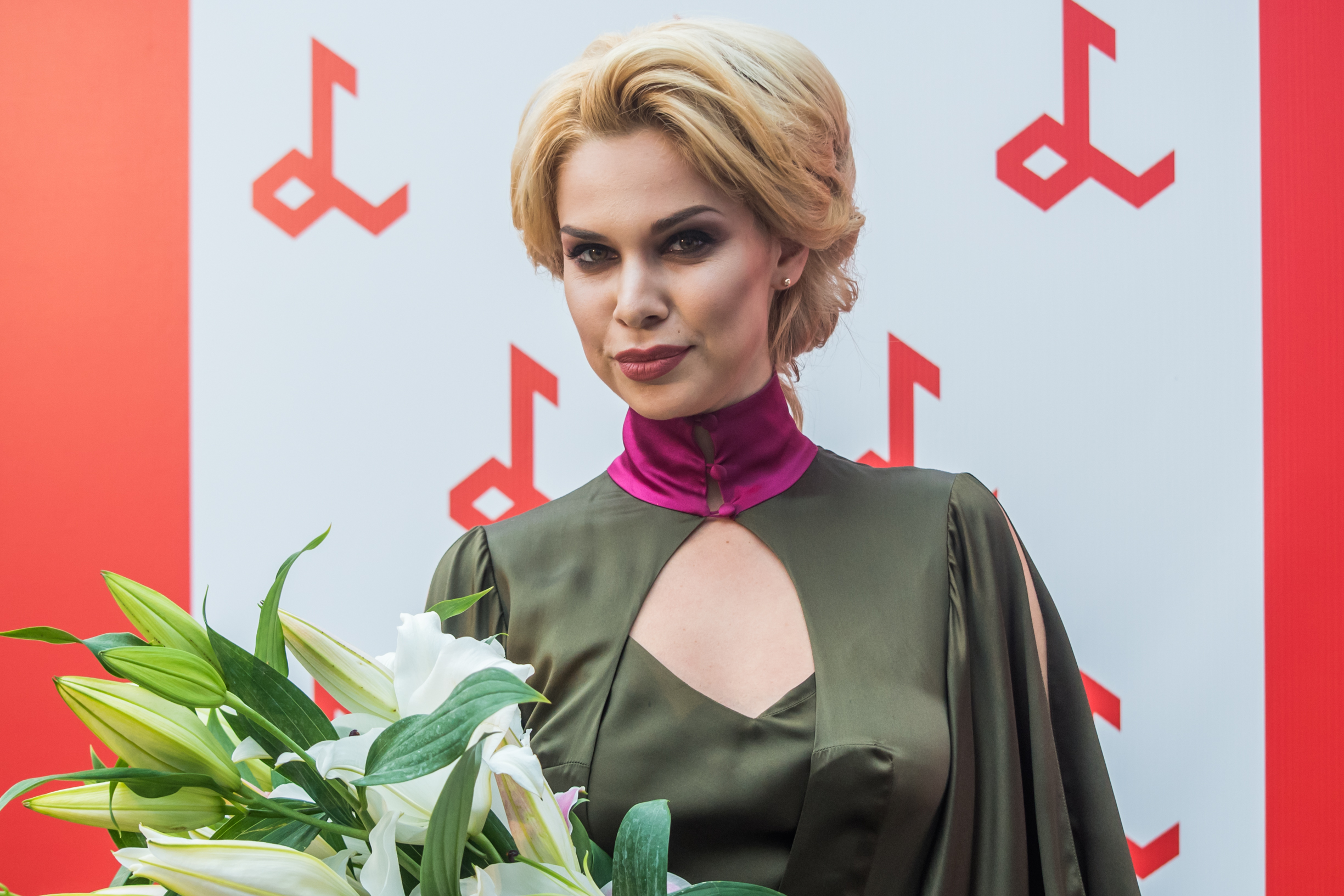
Samanta Tīna (2017)

Samanta Tīna (eigentlich Samanta Poļakova, * 31. März 1989 in Tukums, Lettische Sozialistische Sowjetrepublik, UdSSR) ist eine lettische Sängerin. Sie vertrat Lettland beim Eurovision Song Contest 2021 in Rotterdam.

## Leben und Karriere

### Beginn der Karriere
2010 gewann Samanta Tīna die lettische Musikshow O!Kartes akadēmija, wodurch sie die Möglichkeit bekam, für drei Monate an der Tech Music School in London zu studieren. Im darauffolgenden Jahr nahm sie am moldawischen Gesangswettbewerb Golden Voices teil, den sie ebenfalls gewann.
2012 nahm sie mit 20 weiteren Bewerbern am Wettbewerb Slavianski Bazaar in Wizebsk teil. Am ersten Tag sang sie Auga, auga Rūžeņa, ein lettisches Volkslied, und erhielt 93 Punkte. Am zweiten Tag sang sie das Lied Где то далеко und bekam 104 Punkte. Schließlich erreichte sie mit 197 Punkten den zweiten Platz, vor ihr lag lediglich Bobi Mojsoski aus Mazedonien.

### Karriere 2012–2017
Bei Eirodziesma 2012 nahm Samanta Tīna zusammen mit Dāvids Kalandija teil. Sie sangen I Want You Back im ersten Halbfinale und zogen ins Finale ein. Außerdem nahm Samanta Tīna im zweiten Halbfinale mit dem Lied For Father teil, erreichte das Finale jedoch nicht. Im Finale am 18. Februar 2012 erreichten Samanta Tīna und Dāvids Kalandija den zweiten Platz hinter Anmary und ihrem Lied Beautiful Song.
Am 15. Januar 2013 wurde bekanntgegeben, dass Samanta Tīna bei Dziesma, dem neuen Titel des lettischen Vorentscheids für den Eurovision Song Contest, mit dem Lied I Need a Hero teilnehmen würde. Im Finale belegte sie wiederum den zweiten Platz, hinter der Band PeR und deren Lied Here We Go. Im gleichen Jahr nahm sie auch beim litauischen Vorentscheid für den ESC teil. Im Duett mit Vudis sang sie das Lied Hey Chiki - Mama, schied jedoch in der ersten Runde aus.
Auch 2014 nahm Samanta Tīna bei Dziesma teil. Mit ihrem Lied Stay erreichte sie das Finale, wo sie beim Sieg von Aarzemnieki mit Cake to Bake den dritten Platz belegte. Im gleichen Jahr nahm sie auch an der dritten Staffel von Lietuvos balsas teil, der litauischen Version von The Voice, wo sie die Top acht erreichte.
Samanta Tīna nahm bei Supernova 2016 mit zwei Liedern, We Live for Love und The Love Is Forever, teil. We Live for Love schied in der ersten Runde aus, mit The Love Is Forever erreichte sie das Halbfinale. Danach zog sie sich freiwillig aus dem Wettbewerb zurück. Im darauffolgenden Jahr trat sie beim litauischen Vorentscheid für den Eurovision Song Contest teil. Gemeinsam mit dem litauischen Sänger Tadas Rimgaila sang sie Tavo oda, schied jedoch in der ersten Runde des Wettbewerbs aus.

### Eurovision Song Contest 2020/2021
Am 8. Februar 2020 gewann Samanta Tīna mit ihrem Lied Still Breathing den lettischen Vorentscheid Supernova für den Eurovision Song Contest 2020. Sie sollte damit Lettland im zweiten Halbfinale am 14. Mai 2020 in Rotterdam vertreten. Der Wettbewerb musste aber am 18. März 2020 aufgrund der COVID-19-Pandemie abgesagt werden. Stattdessen wurde Samanta Tīna vom lettischen Sender LTV intern für den Eurovision Song Contest 2021 ausgewählt. Nach einer fünfwöchigen Dokumentation über die Entstehung ihres ESC-Beitrags wurde dieser mit dem Titel The Moon Is Rising am 15. März 2021 veröffentlicht. Nach der Teilnahme am zweiten Halbfinale erreichte sie jedoch nicht das Finale des Wettbewerbs.

## Diskografie

### Alben
- 2013: Tagad Esmu Cita[5]
- 2023: Vēstule Tev

### Singles
- 2012: I Want You Back
- 2013: I Need a Hero
- 2013: Hey Chiki – Mama (mit Vudis)
- 2014: Stay
- 2016: We Live for Love
- 2016: The Love Is Forever
- 2016: Kāds trakais mani uzgleznos
- 2017: Tavo oda (mit Tadas Rimgaila)
- 2017: Vējš bungo klavieres
- 2017: Pietiks
- 2019: Cutting the Wire
- 2019: Still Breathing
- 2019: Pirmais sniegs
- 2020: I Got the Power
- 2020: Mēs vairs nē
- 2020: Man nesanāk (mit Markus Riva)
- 2021: The Moon Is Rising
- 2021: Nemaz Nemaz